# Le Repos de Diane et de ses nymphes
Le Repos de Diane et de ses nymphes est un tableau réalisé vers 1623-1624 par Pierre Paul Rubens et Jan Brueghel l'Ancien. Cette huile sur bois est une peinture mythologique qui représente Diane et ses nymphes dormant nues après leur chasse alors que des satyres s'en approchent, Cupidon distrayant leurs chiens. L'œuvre est conservée au musée de la Chasse et de la Nature, à Paris, en France. L'établissement possède également son pendant, Diane et ses nymphes s'apprêtant à partir pour la chasse, autre peinture des deux maîtres mettant en scène la déesse et ses suivantes.

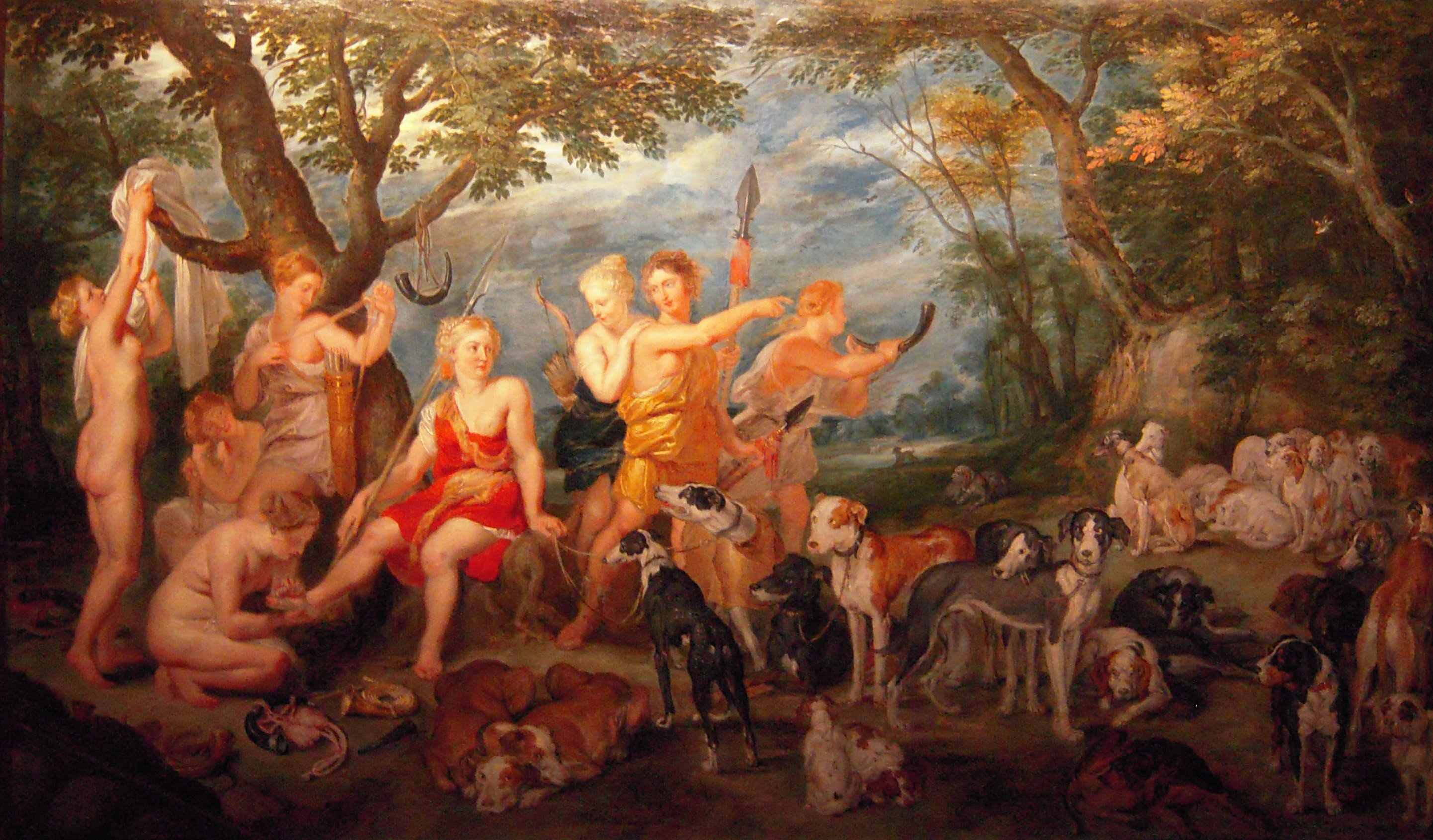
Diane et ses nymphes s'apprêtant à partir pour la chasse.